# Phedimus selskianus
Phedimus selskianus là một loài thực vật có hoa trong họ Crassulaceae. Loài này được (Regel & Maack) 't Hart miêu tả khoa học đầu tiên năm 1995.